# Mariana Arceo
Mariana Arceo Gutiérrez, née le 25 avril 1994 à Guadalajara, est une sportive mexicaine, spécialiste du pentathlon moderne,.

## Jeunesse
En 2011, elle participe en tant que bénévole aux Jeux panaméricains de 2011.

## Carrière
En 2018, elle remporte la médaille d'argent du relais mixte aux Championnats d'Amérique centrale et des Caraïbes et termine 9e de la course individuelle.
Aux Jeux panaméricains de 2019, elle remporte l'or sur l'épreuve individuelle. Elle devient la première mexicaine titrée dans cette discipline aux Jeux panaméricains. Pour cela, elle termine 2e en natation (272 points) puis 1re en escrime (25 victoires, six défaites soit 271 points). En équitation, elle finit 10e et obtient 285 points puis sur la dernière épreuve, le tir et la course, elle remporte 564 points et finit 1re avec un total de 1 392 points. Mariana Arceo dévance l'Américaine Samantha Auchterberg et la Cubaine Leydi Moya. Grâce à cette médaille, elle obtient son ticket pour les Jeux olympiques d'été de 2020.
Quelques semaines plus tard aux Mondiaux à Budapest, Mayan Oliver et elle remporte le titre sur le relais féminin avec 1 338 points, devançant les Hongroise Luca Barta et Kamilla Reti et les Sud-Coréennes Kim Un-ju et Jeong Mina. C'est la première fois que le Mexique monte sur le podium en relais. Mariana Arceo termine aussi 12e de l'épreuve individuelle avec 1 310 points.
Mariana Arceo est médaillée d'argent en relais avec Mayan Oliver aux Championnats du monde de pentathlon moderne 2022 à Alexandrie.

## Palmarès
| Année | Compétition                  | Lieu         | Place | Course         |
| ----- | ---------------------------- | ------------ | ----- | -------------- |
| 2013  | Championnats du monde junior | Budapest     | 25e   | individuelle   |
| 2013  | Championnats du monde        | Kaohsiung    | 11e   | par équipes    |
| 2014  | Championnats du monde junior | Drzonków     | 27e   | individuelle   |
| 2015  | Championnats du monde junior | Mexico       | 8e    | par équipes    |
| 2016  | Championnats panaméricains   | Buenos Aires | 4e    | par équipes    |
| 2016  | Championnats panaméricains   | Buenos Aires | 13e   | individuelle   |
| 2016  | Championnats du monde        | Moscou       | 7e    | relais féminin |
| 2016  | Championnats du monde        | Moscou       | 16e   | par équipes    |
| 2017  | Championnats du monde        | Le Caire     | 29e   | individuelle   |
| 2017  | Championnats du monde        | Le Caire     | 16e   | relais féminin |
| 2018  | Championnats du monde        | Mexico       | 21e   | individuelle   |
| 2018  | Championnats du monde        | Mexico       | 7e    | par équipes    |
| 2018  | Championnats panaméricains   | Lima         | 21e   | individuelle   |
| 2018  | Championnats panaméricains   | Lima         | 14e   | relais mixte   |
| 2019  | Jeux panaméricains           | Lima         | 1re   | individuelle   |
| 2019  | Championnats du monde        | Budapest     | 1re   | relais féminin |
| 2019  | Championnats du monde        | Budapest     | 12e   | individuelle   |
| 2022  | Championnats du monde        | Alexandrie   | 2e    | relais féminin |